# St. Bonifatius (Schlüchtern)

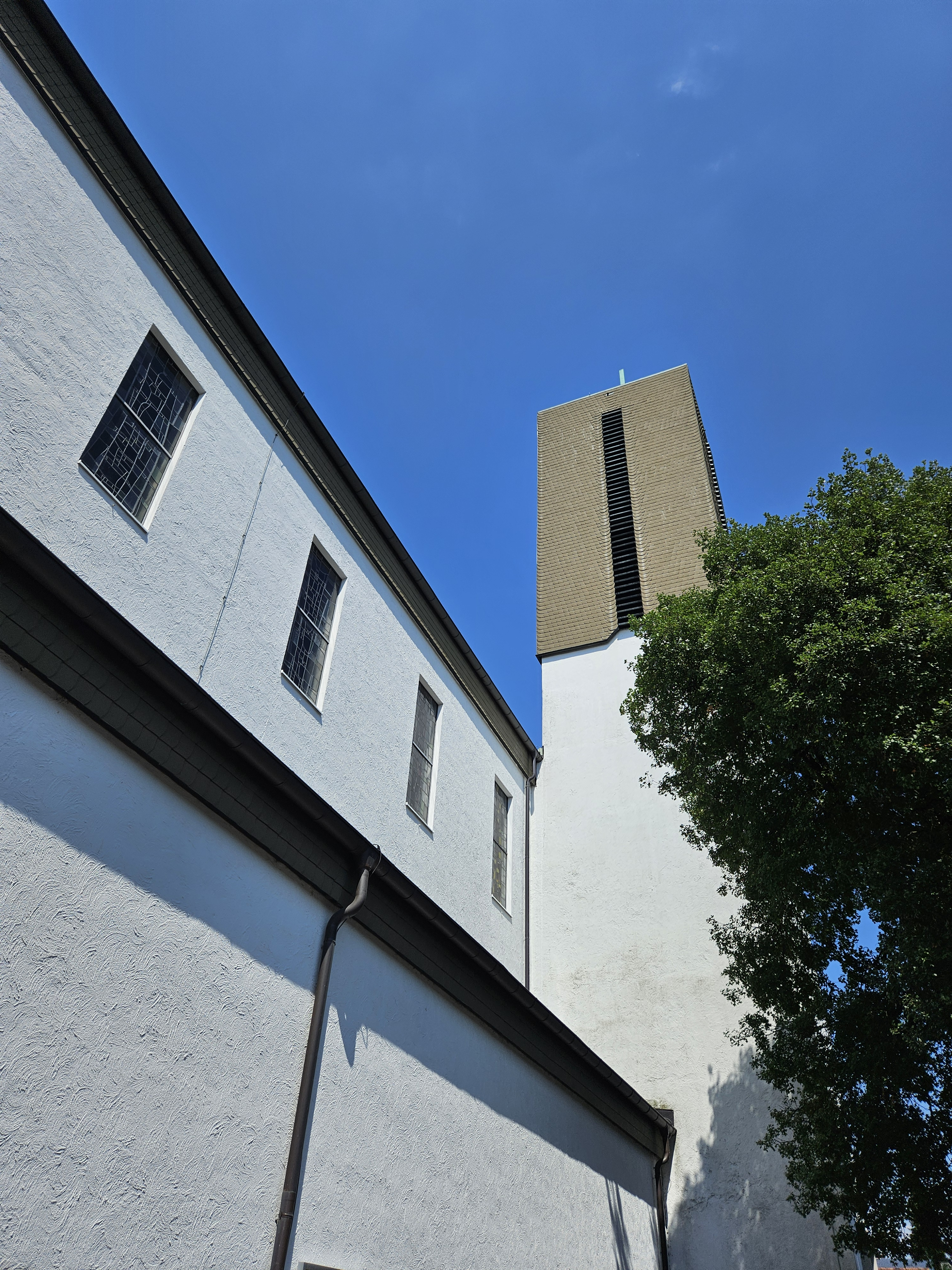
Außenansicht (2024)

Die römisch-katholische Pfarrkirche St. Bonifatius ist ein ortsbildprägendes Kirchengebäude in Schlüchtern, einer Kleinstadt im Main-Kinzig-Kreis (Hessen). Die römisch-katholische Kirchengemeinde Schlüchtern gehört zum Bistum Fulda.

## Geschichte

### Alte Kirche (1904–1961)
Die erste St. Bonifatius-Kirche in Schlüchtern wurde von 1903 bis 1904 erbaut. Ihre Entstehung geht auf die Bemühungen eines Kirchbauvereins zurück, der um die Jahrhundertwende gegründet wurde. Der Bau der Kirche wurde notwendig, da die etwa 150 katholischen Einwohner in Schlüchtern sonst nach Herolz in die St. Jakobus-Kirche zum Gottesdienst gehen mussten und ein vorhandener Betraum im Saal einer Bierhalle in Schlüchtern war zu klein geworden.
Die Kirche wurde im neuromanischen Stil nach Plänen des jungen Architekten Fritz Adam errichtet. Die Grundsteinlegung erfolgte am 7. Juni 1903. Die Baufirma Lorenz Jökel aus Schlüchtern führte die Maurerarbeiten aus. Im Herbst 1903 stand der Rohbau, und am 4. Mai 1904 wurde die Kirche durch den Fuldaer Bischof Adalbert Endert konsekriert. In den Altar wurden Reliquien der heiligen Märtyrer Bonifatius, Alexander und Faustinus eingelassen. Die Kirche bot Platz für etwa 120 Gläubige. Sie war aus rotem Sandstein erbaut und prägte mit ihrem Turm das Stadtbild.
In den folgenden Jahrzehnten wuchs die katholische Gemeinde stetig an. In den 1950er Jahren wurden verschiedene Verbesserungen im Kircheninneren vorgenommen, doch reichten diese schließlich nicht mehr aus. 1961 wurde der Abbruch der alten Kirche beschlossen, um Platz für einen größeren Neubau zu schaffen.

### Neue Kirche (1961)
Bereits am 30. Januar 1961 berichtete die lokale „Kinzig-Zeitung“ über Pläne für eine Erweiterung oder einen Neubau der katholischen Kirche. Am 1. September 1961 kündigte die Zeitung den Beginn des Abbruchs der alten Kirche für den 4. September an. Die Baufirma Lorenz Jökel, die 1903 den Rohbau der ersten Kirche errichtet hatte, übernahm nun den Abbruch.
Am 21. Oktober 1962, dem Weltmissionssonntag, erfolgte die feierliche Grundsteinlegung durch Dechant Johannes Goedecke. In der Grundsteinurkunde wurde unter anderem vermerkt, dass die Kirche „nur mit Hilfe des Bonifatiusvereins in Paderborn, durch bedeutsame Zuschüsse des Bistums Fulda, nicht zuletzt im Vertrauen auf die schon beim Jugendheimbau bewiesene Opferfreudigkeit unserer Gemeinde und anderer Wohltäter der Diaspora“ gebaut werden konnte.

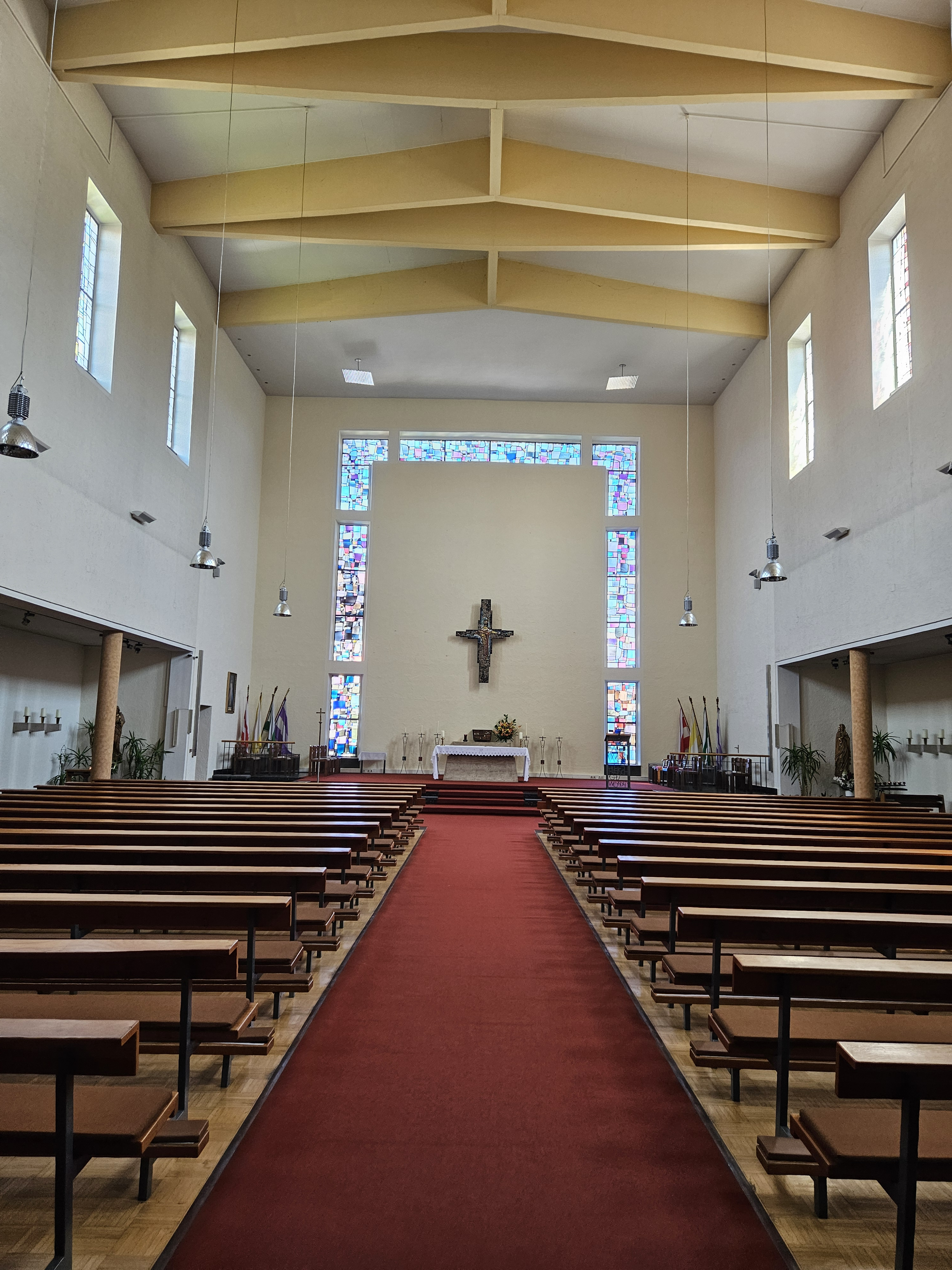
Kirchenraum (2024)

Der Bau verlief nicht ohne Schwierigkeiten. Aufgrund des schlechten Baugrundes mussten 50 Stahlbetonpfähle in den Boden gerammt werden, um das Fundament zu stabilisieren. Ein strenger Winter 1962/63 verzögerte die Arbeiten zusätzlich. Ein besonders kritischer Moment war der Guss der Kirchendecke am 20. und 21. Juni 1963, der in einer 24-stündigen Aktion durchgeführt wurde.
Die Weihe der neuen Kirche nahm am 2. August 1964 der Fuldaer Bischof Adolf Bolte vor. In den Altar wurden Reliquien der heiligen Märtyrer Alexander, Faustinus und Bonifatius eingeschlossen.

## Architektur
Das Kirchengebäude wurde in einem modernen Stil der 60er Jahre errichtet. Der 30 Meter hohe Kirchturm überragt die Umgebung deutlich und ist 13 Meter höher als der Turm des Vorgängerbaus. Das Kreuz auf der Turmspitze ist weithin sichtbar. Das Kirchenschiff bietet Platz für 400 Gläubige. Es ist 34 Meter lang, 18 Meter breit und 12 Meter hoch. Die Seitenschiffe haben jeweils eine Breite von zwei Metern. Eine Empore bietet zusätzlich Platz für 60 Personen. Der Innenraum ist schlicht und streng gehalten, entsprechend den Vorstellungen des Zweiten Vatikanischen Konzils, das zur Bauzeit der Kirche tagte.

## Ausstattung

### Fenster
Der Innenraum wird durch zwölf farbige, hohe Fenster an den Hochseiten und ein großes Rahmenfenster an der Altarseite belichtet. Diese wurden von Schwester Michaela Kroemer vom Missionshaus Neuenbeken bei Paderborn entworfen.

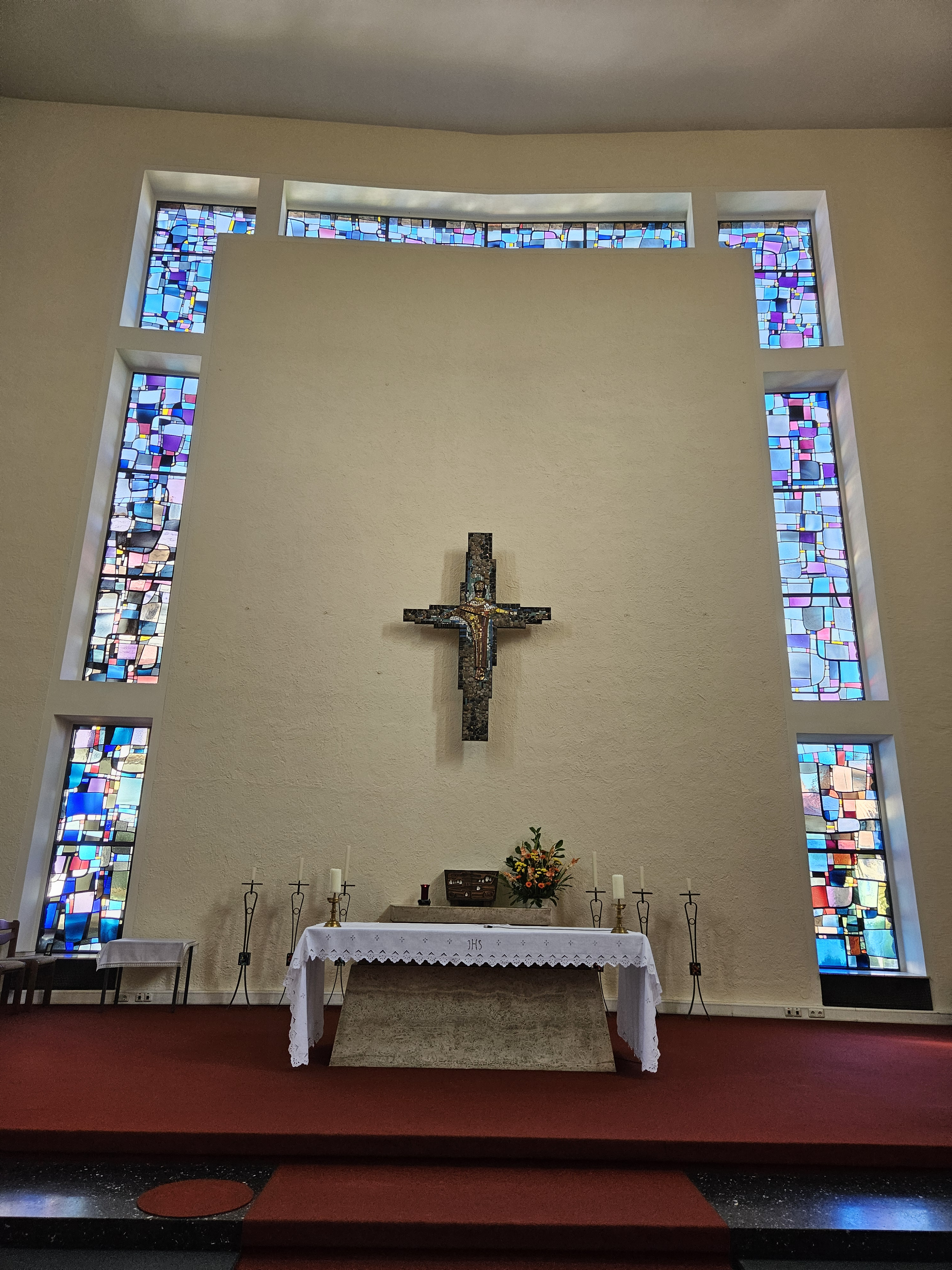
Altar mit Kreuz (2024)

### Altarkreuz
Besonders bemerkenswert ist das am Christkönigsfest 1965 eingeweihte Altarkreuz. Es wurde von dem Gemeindemitglied Jakob Nix gestiftet und ebenfalls von Schwester Michaela Kroemer gestaltet. Das 2,60 m × 1,80 m große Kreuz zeigt Christus nicht am Kreuz hängend, sondern davor stehend mit weit ausgebreiteten Armen. Es ist aus Natursteinen und klassischem Kleinmosaik gefertigt, teilweise mit Halbedelsteinen. Die Christusfigur ist aus Beton und ebenfalls mit Kleinmosaik gestaltet.

### Kreuzweg
Der Kreuzweg wurde von Gretel Hartmann aus Großsachsen an der Bergstraße entworfen und von Bildhauer Josef Beck in Leutershausen ausgeführt. Er ist eine Stiftung eines Klienten von Rechtsanwalt Hartmann aus Mannheim.

## Orgel

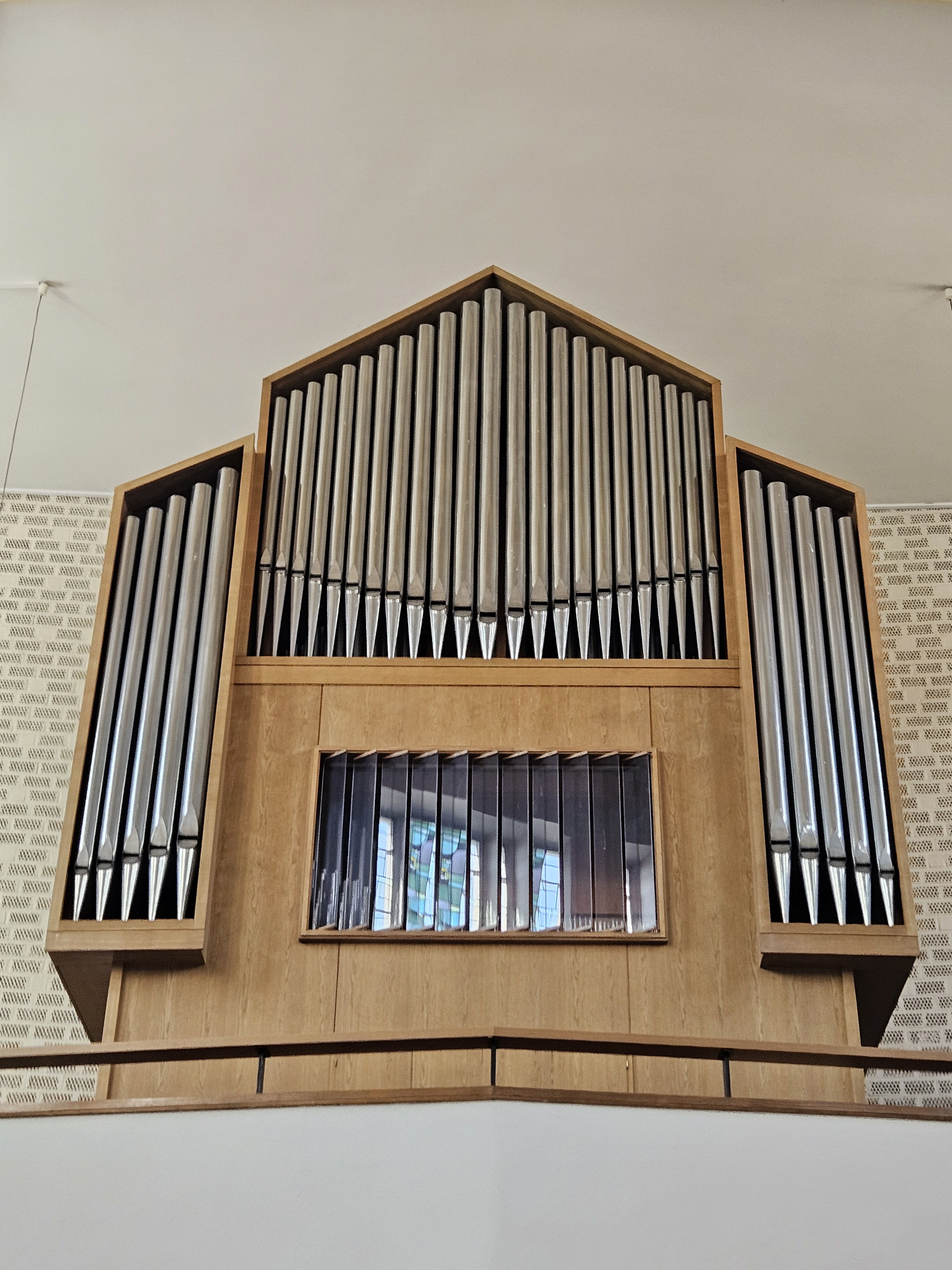
Hey-Orgel (2024)

Die Orgel wurde 1968 von Wolfgang Hey aus Sondheim vor der Rhön erbaut. Die Schleifladenorgel verfügt über 1770 Pfeifen und hat eine Höhe von acht Metern. Die 26 Register verteilen sich auf zwei Manuale und Pedal. Die Manualtraktur ist mechanisch, die Registertraktur elektrisch. Das Gehäuse besteht aus hellem Ahornholz. Zuvor gab es nur ein Harmonium.
| I Hauptwerk C–g3 |       |
| Gedacktpommer    | 16′   |
| Prinzipal        | 8′    |
| Gedackt          | 8′    |
| Oktave           | 4′    |
| Rohrflöte        | 4′    |
| Quinte           | 2 ⁄3′ |
| Blockflöte       | 2′    |
| Oktävlein        | 1′    |
| Mixtur V-VI      | 1 ⁄3′ |
| Helltrompete     | 8′    |

| II Schwellwerk C–g3 |       |
| Gedacktflöte        | 8′    |
| Quintade            | 8′    |
| Prinzipal           | 4′    |
| Gemshorn            | 4′    |
| Oktav               | 2′    |
| Terz                |       |
| Quinte              | 1 ⁄3′ |
| Scharff IV          | 1′    |
| Rohrschalmey        | 8′    |

| Pedal C–f1  |       |
| Subbaß      | 16′   |
| Offenbaß    | 8′    |
| Gemshorn    | 8′    |
| Gedacktbaß  | 8′    |
| Choralbaß   | 4′    |
| Biffaro III | 2 ⁄3′ |
| Fagott      | 16′   |

- Koppeln: II/I, II/P, I/P
- Spielhilfen: 2 freie Kombinationen, 1 freie Pedalkombination; 3 feste Kombinationen (Vorplenum, Plenum, Tutti); Absteller für Zungen und Koppeln

## Glocken
Die Kirche besitzt ein vierstimmiges Geläut, welches aus drei Glocken aus 1990 und einer aus 1926, welche zusammen mit zwei anderen Glocken, die 1924 gegossen wurden, das alte Geläut bildeten. Diese beiden Glocken wurden jedoch im 2. Weltkrieg eingeschmolzen.
| Nr. | Name             | Gussjahr | Gießer, Gussort  | Material | Durchmesser (mm) | Gewicht (kg) | Schlagton | Inschrift                                                   |
| --- | ---------------- | -------- | ---------------- | -------- | ---------------- | ------------ | --------- | ----------------------------------------------------------- |
| 1   | Bonifatiusglocke | 1990     | Rincker, Sinn    | Bronze   | 1103             | 793          | fis′      | Hl. Bonifatius – Segne die Christen in Hessen und Thüringen |
| 2   | Martinsglocke    | 1990     | Rincker, Sinn    | Bronze   | 943              | 510          | a′        | Hl. Martin – Selig, die Frieden stiften                     |
| 3   | Marienglocke     | 1926     | Otto, Hemelingen | Bronze   | 810              |              | h′        | Gegrüßest seist du Maria                                    |
| 4   | Elisabethglocke  | 1990     | Rincker, Sinn    | Bronze   | 716              | 230          | d′′       | Hl. Elisabeth – Selig die Frieden stiften                   |

## Gemeinde
Die St.-Bonifatius-Kirche ist das geistliche Zentrum für die katholischen Christen in Schlüchtern und Umgebung. Neben den regulären Gottesdiensten finden hier verschiedene gemeindliche Aktivitäten statt. Erwähnenswert ist der ökumenische Geist, der sich beim Bau der Kirche zeigte: Die evangelische Kirchengemeinde stellte während der Bauzeit ihre Kirchen für katholische Gottesdienste zur Verfügung und spendete auch für den Neubau.